# پیترو فنفانی

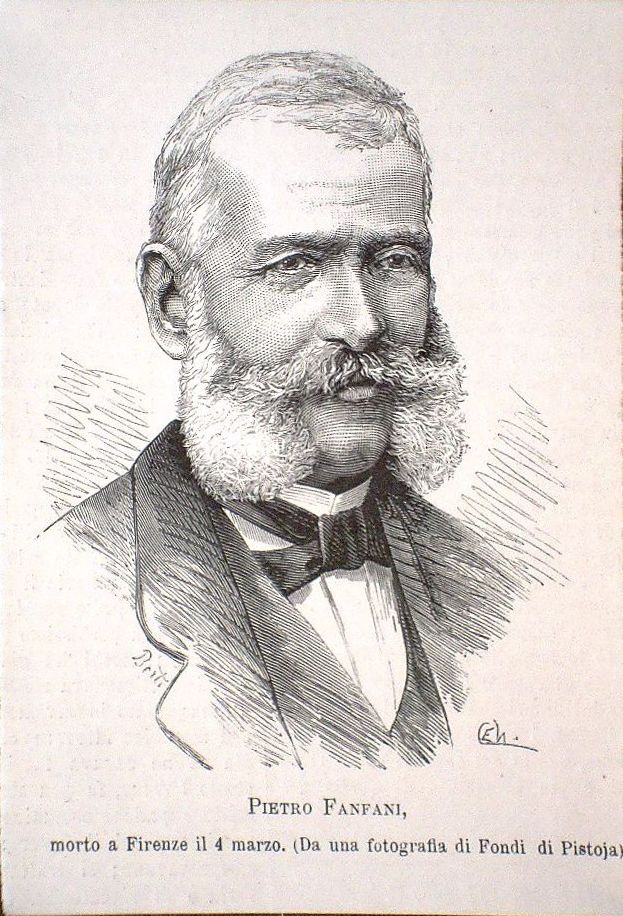
پیترو فنفانی

پیترو فنفانی (به انگلیسی: Pietro Fanfani) (۲۱ آوریل ۱۸۱۵، در پیستویا، ایتالیا – ۴ مارس ۱۸۷۹، در فلورانس) فیلولوژیست، طنزنویس و رمان‌نویس ایتالیایی بود.

## زندگی‌نامه
او در رشته پزشکی تحصیل کرد، اما توجه خود را بیشتر به لغت‌شناسی معطوف کرد و در سال ۱۸۴۷ مجله‌ای را در پیستویا تأسیس کرد که مربوط به علم لغت‌شناسی به نام Ricordi filologici («کارنامه فیلولوژیکی») بود. سال بعد، او در جنگ با اتریش‌ها نام‌نویسی کرد و به دست آنها افتاد. پس از آزادی، (۱۸۴۹) نظرات انتقادی را در مورد فرهنگ لغت آکادمی دلا کروسکا منتشر کرد که او را درگیر مناقشه‌ای سخت و موفق با آن مؤسسه کرد.
جوبرتی او را در وزارت آموزش تورین استخدام کرد. متعاقباً، او در فلورانس دفتری تحت حکومت توسکانی باز کرد. وی در سال ۱۸۵۹ مدیر کتابخانه معروف ماروسلیان شد که تا زمان مرگش این سمت را داشت.

## آثار
او آثار زیادی از خود برجای گذاشت.